# Večernjakova ruža 1995.
Večernjakova ruža 1995. je druga dodjela medijske nagrade Večernjakova ruža, koja se dodjeljivala za medijski rad u 1995. godini.
Dodjela je održana 31. siječnja 1996. godine u Satiričkom kazalištu Kerempuh, a voditelji dodjele bili su Mirna Berend i Mario Sedmak.

## Proces
Nominirani su bili objavljeni u tjednom dodatku Večernjeg lista Ekran, a glasalo se putem kupona. Svaki petak trebalo se izrezati kupon, po kategorijama upisati imena nominiranih i poslati dopisnicom na adresu Ekrana.

## Nagrade
Dodjelile su se ukupno šest nagrada, od čega u svakoj kategoriji po jedna za ostvarenja u medijskom prostoru od siječnja do prosinca 1994. godine.
- Najbolja muška  TV osoba
- Najbolju ženska  TV osoba
- Najbolja pjevačica
- Najbolji pjevač
- Najbolja grupa
- Najbolji glumac
- Najbolja glumica

## Dobitnici

### Najbolja TV osoba
- Oliver Mlakar
- Daniela Trbović

Nagradu predao novinar Branko Vukšić.

### Najbolji pjevač
- Oliver Dragojević

### Najbolja pjevačica
- Vanna

Nagradu predao novinar Arsen Oremović.

### Najbolja grupa
- Prljavo kazalište

### Najbolji glumac
- Božidar Alić

### Najbolja glumica
- Ena Begović

### Nepoznata nagrada
- Siniša Škarica[5]

## Zabavni show
Na dodjeli tijekom, prije i poslije uručenja nagrada nastupali su: Kruška i grupa Latino, Boris Novković, Vanna.